# Österreichische Schwarzwurzel
Die Österreichische Schwarzwurzel oder Österreich-Schwarzwurzel (Takhtajaniantha austriaca (Willd.) Zaika, Sukhor. & N.Kilian, Syn.: Scorzonera austriaca Willd.) ist eine Pflanzenart aus der Gattung Takhtajaniantha innerhalb der Familie der Korbblütler (Asteraceae).

## Beschreibung

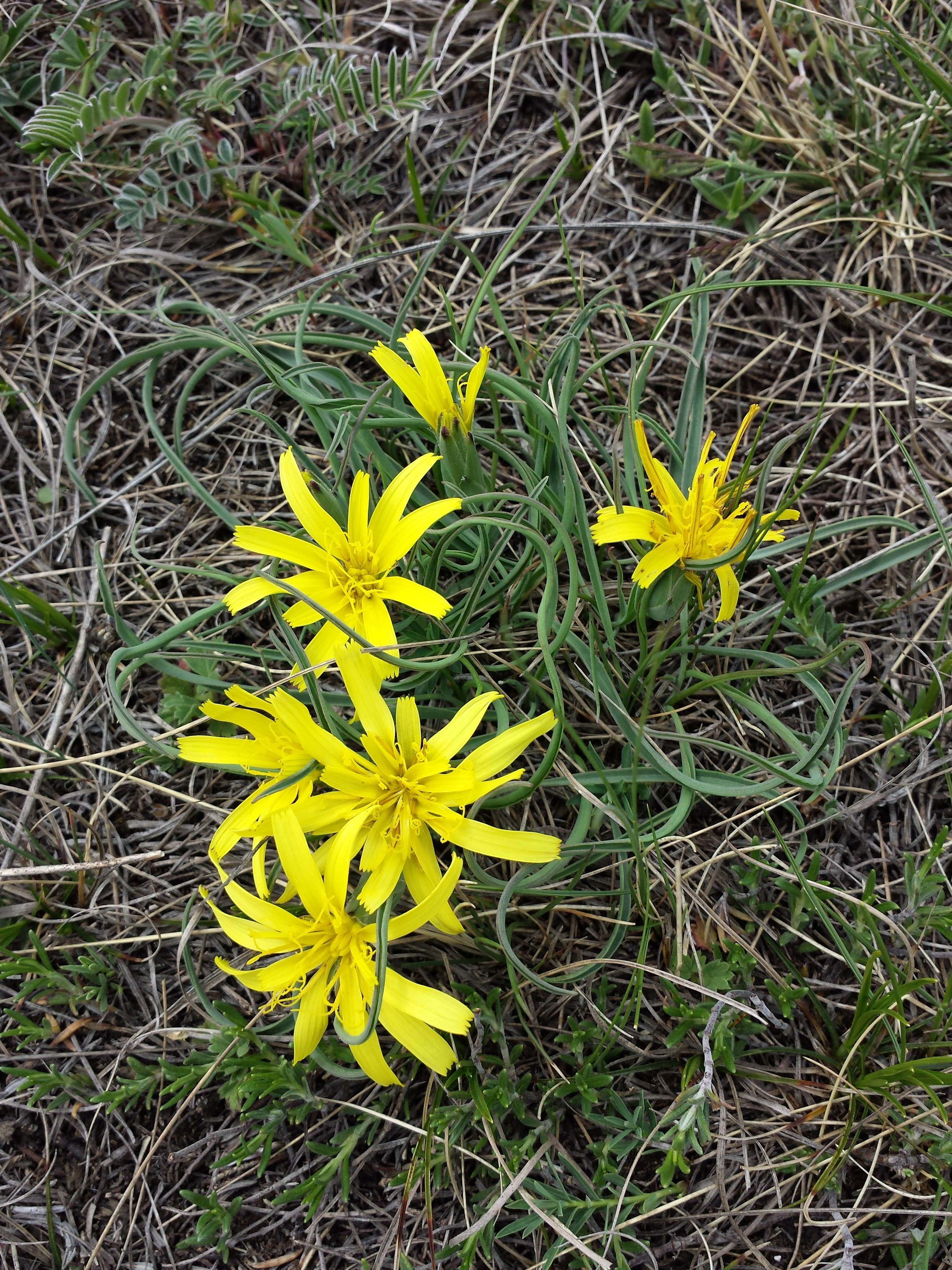
Österreichische Schwarzwurzel (Scorzonera austriaca) im Burgenland

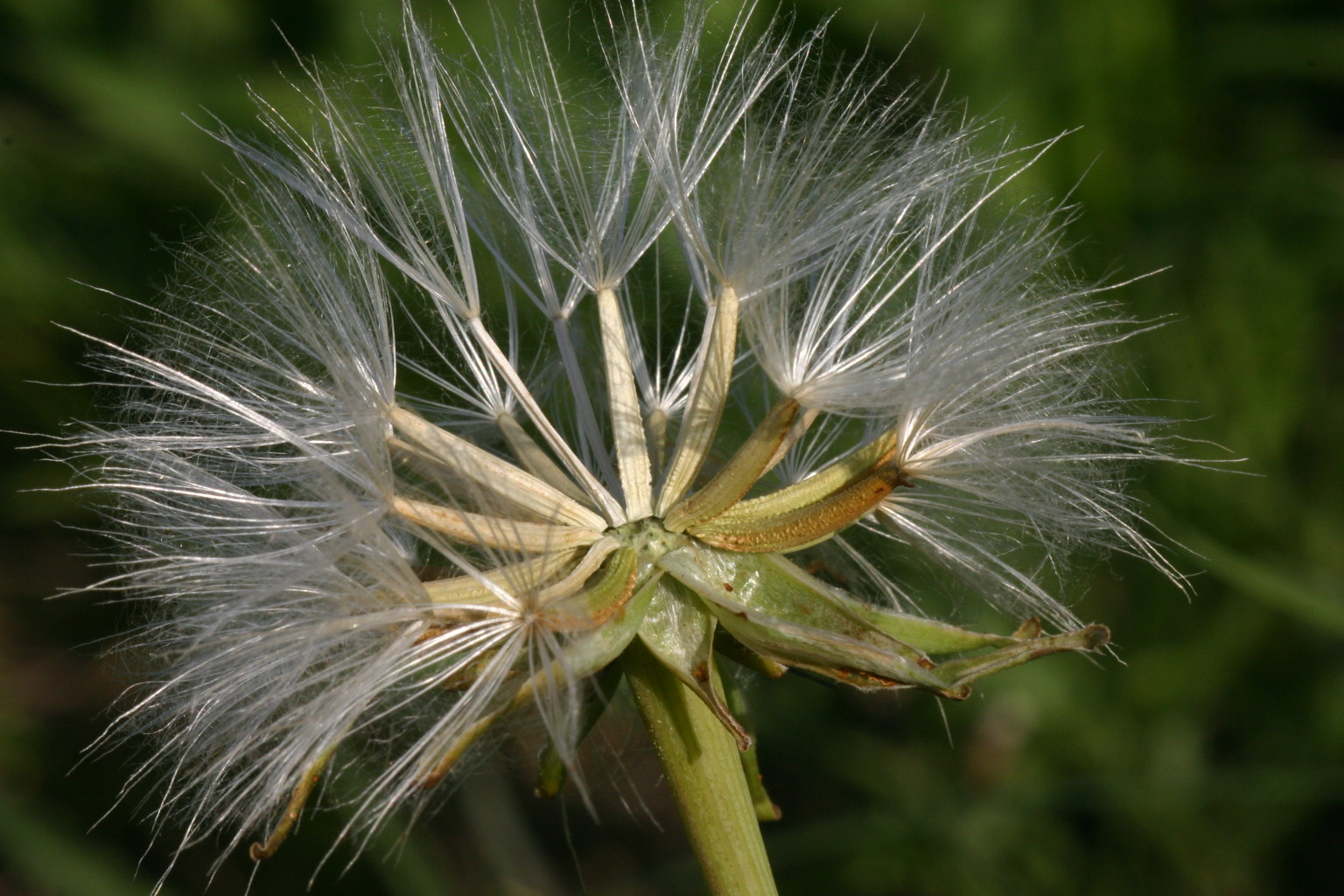
Fruchtstand

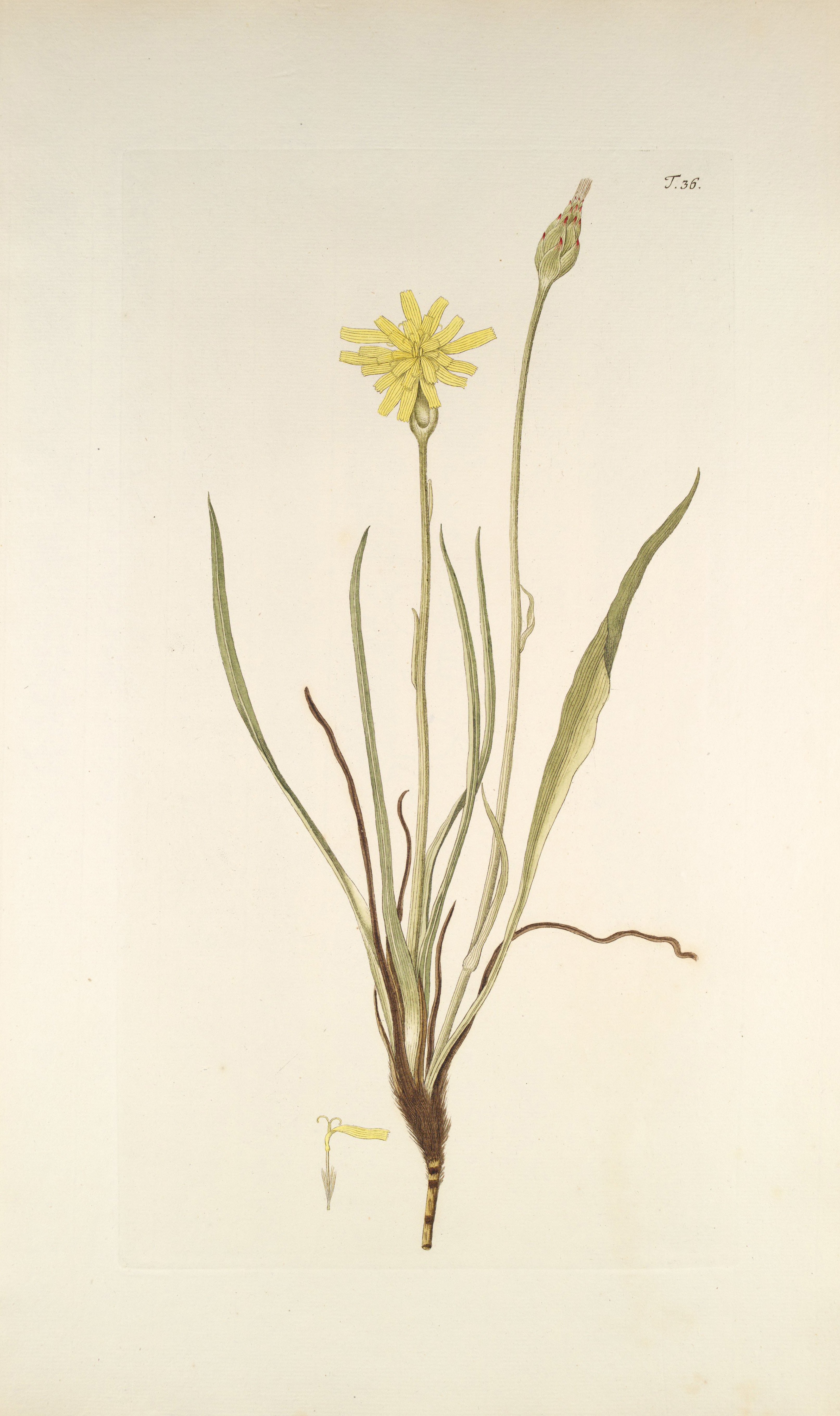
Illustration aus N. J. Jacquin: Florae Austriacae, 1. Band, Kaliwoda, Wien, 1773, Tafel 36

### Vegetative Merkmale
Die Österreichische Schwarzwurzel ist eine ausdauernde, krautige Pflanze, die Wuchshöhen von 5 bis 35 Zentimetern erreicht. Sie besitzt eine dicke, oft mehrköpfige Wurzel. Der Stängel ist aufrecht, unverzweigt, blattlos oder mit wenigen Schuppenblättern besetzt und trägt nur einen Blütenkorb. Unterhalb der rosettigen Grundblätter sind die Reste der vorjährigen abgestorbenen Laubblätter als dichter Faserschopf vorhanden.
Die bläulich-grünen, meist kahlen Grundblätter sind in der Breite sehr variabel und schwankt meist von 5 bis 30 Millimetern ungeteilt, ganzrandig, linealisch bis breit-lanzettlich mit zugespitztem oberen Ende und am Rand meist stark wellig.

### Generative Merkmale
Die Blütezeit reicht von April bis Mai. Der Blütenkorb weist einen Durchmesser von bis etwa 2 Zentimetern auf. Die Korbhülle ist bei einer Höhe von 15 bis 22 oder 20 bis 25 Millimetern und einem Durchmesser von 8 bis 10 Millimetern ei-glockenförmig, zuletzt etwas kantig und Millimeter lang. Die ziegeldachig angeordneten Hüllblätter sind stumpflich, kahl und haben einen hellen Hautrand. Die Zungenblüten sind gelb, fünfzähnig, wobei die randständigen Zungenblüten etwa doppelt so lang sind als die Blütenhülle.
Die Achänen sind 9 bis 12 Millimeter lang. Der Pappus ist reinweiß und etwa gleich lang wie die Achäne.
Die Chromosomenzahl beträgt 2n = 14.

## Vorkommen
Scorzonera austriaca ist in Eurasien weitverbreitet. Die Hauptverbreitung ist pontisch-illyrisch. In Österreich ist sie im pannonischen Raum häufig, sonst selten. Ihr für Europa gibt es Fundortangaben für Frankreich, Italien, die Schweiz, Liechtenstein, Österreich, Deutschland, Ungarn, Tschechien, die Slowakei, die Balkanhalbinsel, Bulgarien, Rumänien, Moldawien, Griechenland, die Ukraine, Belarus, Russland und Nordkaukasien. In Asien kommt sie von Zentralasien und Sibirien bis China und zur Mongolei vor.
In Deutschland ist Österreichische Schwarzwurzel vom Aussterben bedroht. Sie kommt nur noch an einem Fundort im Klettgau vor und ist dort von einer Überwachsung durch Sträucher bedroht.
Die Österreichische Schwarzwurzel ist kalkliebend, wärmeliebend und wächst in Trockenrasen, besonders Felssteppen und lichten Schwarzföhrenwäldern in der kollinen bis submontanen Höhenstufe. Nach Oberdorfer gedeiht sie auf sommerwarmen, mäßig trockenen, kalkhaltigen, humosen, flachgründigen lehmig-tonigen Steinböden vor allem in blaugrasreichen Xerobrometen, auch in Pflanzengesellschaften der Verbände Seslerio-Festucion pallentis, Erico-Pinion oder Festucion valesiacae. Sie ist ein Tief- und Spaltenwurzler. Sie steigt in Südtirol zu einer Höhenlage von bis zu 900 Metern, im Kanton Wallis bis 1120 Metern auf.

## Taxonomie
Die Erstbeschreibung von Scorzonera austriaca erfolgte 1803 durch Carl Ludwig Willdenow in Species Plantarum, Editio quarta, Tomus III, Pars 3, Seite 1498. Sie wurde durch Zaika et al. PhytoKeys, Volume 137, 2020, S. 72 als Takhtajaniantha austriaca (Willd.) Zaika, Sukhor. & N.Kilian in die 1990 aufgestellten Gattung Takhtajaniantha Nazarova gestellt.